# Morro de Porc
|  | «Morro de Porc» redirigeix aquí. Vegeu-ne altres significats a «Morro fregit». |

El Morro de Porc és una muntanya de 966 metres que es troba al municipi de Centelles, a la comarca d'Osona.